# Григорьева, Екатерина Сергеевна
Екатерина Сергеевна Григорьева (род. 15 сентября 1988, Оленегорск) — российская топ-модель. С апреля 2015 года по 2016 год являлась одним из «ангелов» компании Victoria’s Secret.

## Биография
Родилась в Оленегорске Мурманской области в 1989 году в семье военного. С девятилетнего возраста занималась бальными танцами. Образование получила в Мурманском государственном техническом университете по специальности — Маркетинг. В 2010 году проходила кастинг на конкурс «Мисс Россия», однако в финал не попала, следующую попытку предприняла в 2012 году, однако вновь серьёзного успеха не добилась, войдя в десятку финалисток. В 2012 году приняла участие в шоу Топ-модель по-русски, став вице-мисс конкурса вместе со своей сестрой, также моделью — Валентиной Григорьевой.
На международной арене дебютировала в 2014 году на неделе высокой моды в Нью-Йорке, открыв юбилейный показ Donna Karan, а позже была приглашена в Париж и Милан, где дефилировала на показах Elie Saab, Versace, Dolce & Gabbana, Oscar de la Renta, Celine, Givenchy, Gucci, Roberto Cavalli, Alexander McQueen. По итогам 2014 года была выбрана сайтом models.com, одной из лучших моделей открытий сезона.
В различное время принимала участие в показах: Alexander McQueen, Barbara Bui, Céline, Dolce & Gabbana, Donna Karan, Elie Saab, Giambattista Valli, Givenchy, Gucci, Isabel Marant, Oscar de la Renta, Ralph Lauren, Roberto Cavalli, Stella McCartney, Tory Burch, Versace, Viktor & Rolf, Vionnet, Emanuel Ungaro, Balmain, Nina Ricci, Anthony Vaccarello, Christian Dior и других.
В 2014, 2015 и 2016 годах была приглашена на итоговый показ компании Victoria’s Secret. В 2015—2016 году была «ангелом» Victoria’s Secret.

## Личная жизнь
В 2018 году вышла замуж за футбольного вратаря клуба «Динамо» (Москва) и сборной России Антона Шунина. 22 мая 2020 года у пары родилась дочь София. 15 августа 2023 года у Антона и Екатерины родился сын, которого назвали в честь Льва Яшина Львом. Сестра, Валентина Григорьева, с 2016 года встречалась с российским министром Михаилом Абызовым, в 2020 году, уже после его ареста, стала его женой.

## На обложках журналов
- Numéro, ноябрь 2014[17]
- Vogue Россия, ноябрь 2014[18]
- Allure Россия, апрель 2016[19]
- Cover Magazine, июнь 2016[20]